# マツダ・RX-792P
マツダ・RX-792Pは、IMSA-GTP規定のプロトタイプレーシングカーである。

## 概要
この車の名称は、「RX-7」「参戦が1992年」「プロトタイプ」を合わせたもので、マツダはマツダモータースポーツからそれぞれ77と78のカーナンバーで2台エントリーし参戦した。
搭載されているエンジンは、1991年ル・マン24時間レース優勝車である「マツダ・787B」に搭載されていたものと同じR26B型 直列4ローターエンジン(654cc×4)であるが、1991年型との違いとしてIMSA規定にある音量制限をパスするために、若干の出力制限が施されている。
マツダモータースポーツはシリーズ第1戦デイトナ24時間レースには出走せず第2戦マイアミから77号車の参戦を決めたが、レース開始前にマシンが炎上し、決勝に出走することなくデビュー戦を終えた。第4戦ロードアトランタから78号車が追加参戦し、以後最終戦まで2台体制でシリーズを戦った。
RX-792PはIMSA参戦12戦で2位と3位を1回ずつ獲得したものの優勝には手が届かなかった。
スプリントレースでは77号車をプライス・コブ、78号車をピート・ハルスマーがそれぞれドライブしたが、セブリング12時間レースのみジェームス・ウィーバーも含めた3人で77号車をドライブした。

## レース結果
- 第2戦マイアミ2時間
  - 77号車 - 車両火災(記録なし)
- 第3戦セブリング12時間
  - 77号車 - 排気トラブル(リタイア)
- 第4戦ロードアトランタ
  - 77号車 - 15位
  - 78号車 - 決勝出走なし
- 第5戦ライムロック2時間
  - 77号車 - 4位
  - 78号車 - 3位
- 第6戦ミッド・オハイオ2時間
  - 77号車 - 6位
  - 78号車 - 9位
- 第7戦ニューオリンズ1時間45分
  - 77号車 - 16位
  - 78号車 - 18位
- 第8戦ワトキンズ・グレン
  - 77号車 - 2位
  - 78号車 - 15位
- 第9戦ラグナセカ2時間
  - 77号車 - 15位
  - 78号車 - 7位
- 第10戦ポートランド2時間
  - 77号車 - 15位
  - 78号車 - 16位
- 第11戦ロードアメリカ2時間
  - 77号車 - 4位
  - 78号車 - 5位
- 第12戦フェニックス2時間
  - 77号車 - 11位
  - 78号車 - 決勝出走なし
- 第13戦デル・マー2時間
  - 77号車 - 18位
  - 78号車 - 15位